# Коџе
Коџе (кореј. 거제도, енгл. Koje Island) је острво у Корејском мореузу, на јужној обали Јужне Кореје, недалеко од луке Бусан.

## Географија
Коџе је друго по величини острво у Јужној Кореји, са површином од 383 км2. На острву се налази истоимени град (Коџе, 242.000 становника), који је мостом повезан са копном.